# Кудрицький Володимир Дмитрович
Володимир Дмитрович Кудрицький — український менеджер, голова правління «Укренерго» у 2020—2024 роках.

## Освіта
Закінчив із відзнакою факультет міжнародної економіки Київського національного економічного університету ім. Вадима Гетьмана. Член асоціації присяжних бухгалтерів Великобританії (АССА), сертифікований внутрішній аудитор Інституту внутрішніх аудиторів США (СІА).

## Кар'єра

### Ранні роки
2007—2011 — працював в компанії Grant Thornton Ukraine, що входить до складу Grant Thornton International. Керував аудиторськими та консалтинговими проєктами, проєктами з розвитку та реструктуризації бізнесу для таких замовників як НАК «Нафтогаз України», «Южмаш», польська металургійна компанія Centrostal.
Працював директором з внутрішнього аудиту ТНК-BP Україна з 2011 року до поглинання компанії НК «Роснефть» у 2013 році.
2013—2016 — брав участь у консалтингових проєктах, зокрема для АТ «Миронівський хлібопродукт». Керував антикризовими заходами для медіа-напряму EastOne, зокрема реструктуризацією видавництва «Економіка», розробкою планів медіа-активів групи (ТВ-група Starlight Media, видавництво «Економіка», газета «Факти і коментарі»).
2015—2016 — директор з розвитку ПАТ «Укртранснафта».
З грудня 2017 року по травень 2019 — представник держави у наглядовій раді НАК «Нафтогаз України». Входив до аудиторського комітету та комітету з відокремлення діяльності.
Член консультативно-наглядової групи ініціативи з забезпечення прозорості будівництва CoST.

## Робота в «Укренерго»

### Призначення на посаду голови правління «Укренерго»
2016 — почав працювати керівником офісу управління проєктами в Укренерго, далі став заступником директора з інвестицій та першим заступником голови правління.
З 27 лютого 2020 року — в.о. голови правління, після того як попередній керівник «Укренерго» Всеволод Ковальчук пішов у відставку. 2 серпня 2020 року наглядова рада «Укренерго» призначила Кудрицького головою правління. Після призначення Кудрицький продовжив інтеграцію енергосистеми України до ENTSO-E.
Наприкінці 2021 року новопризначений міністр енергетики Герман Галущенко намагався звільнити Кудрицького з посади голови правління Укренерго, що призвело до затяжного конфлікту.

### Конфлікт інтересів через зв'язки з Ігорем Коломойським
До ПрАТ «Національна енергетична компанія Укренерго» Кудрицький прийшов з компанії ПАТ «Укртранснафта», що була підконтрольна Ігорю Коломойському, в момент активного протистояння з діючим керівником Всеволодом Ковальчуком.

### Справа щодо розкрадання 1,4млрд грн
На початку повномасштабного вторгнення компанія «Юнайтед Енерджі», якою володіє партнер бізнесмена Коломойського Михайло Кіперман, отримала від «Укренерго» електроенергії на суму понад 1,4 млрд грн, перепродала її на ринку та не розрахувалася з державним оператором. ЗМІ повідомляли, що ймовірно керівництво «Укренерго» сприяло реалізації цієї схеми. Два топ-менеджера «Укренерго», які безпосередньо відповідали за договір з «Юнайтед-Енерджі», виїхали за кордон у службові відрядження та не повернулися. Один дозвіл на відрядження особисто підписував Володимир Кудрицький. Під час business breakfast для Forbes Україна Кудрицький підтвердив, що справа стосується неоплачуваного споживання електрики компанією «Юнайтед Енерджі», що призвело до збитків держкомпанії на суму понад 716 млн грн.

### Освоєння коштів на будівництві об'єктів укриття
На будівництво укриття для захисту об'єктів критичної інфраструктури було витрачено понад 50 млрд грн. Головними отримувачами бюджетних коштів стали Державне агентство відновлення та розвитку інфраструктури України, діяльність якого курував екс-віце-прем'єр Олександр Кубраков та «Укренерго» під керівництвом Володимира Кудрицького. За даними видання «Наші гроші», протягом 14 серпня-4 вересня 2023 року «Укренерго» уклало низку угод на 2,8 млрд грн. А у вересні 2023 року уряд виділив додатково 9,7 млрд грн на захист стратегічних об'єктів енергетики. У серпні 2023 року в «Центренерго», що входить до складу «Укренерго», заявили про фізичний захист Трипільської ТЕС на 100 %, Зміївської ТЕС — на 70 %. У кінці 2023 року у інтерв'ю Голосу Америки Кудрицький заявив, що він на чолі Укренерго будує перший у світі інженерний захист від дронів та ракет на енергетичних об'єктах. У березні та квітні 2024 року 100 % генерації цих двох ТЕС було знищено через обстріл російськими ракетами.
Начальник служби перспективного розвитку Укренерго у 2005—2008 роках Віктор Куртєв зазначив, що президента ввели в оману планом захисту енергетичних об'єктів за допомогою бетонного укриття, який виявився неефективним. Куртєв наголошував, що існували ефективніші шляхи захисту. Проте, було обрано найменш дієвий та непрозорий варіант. Кубракова було звільнено 9 травня 2024 року, Кудрицький залишився на посаді.

### Засекречена зарплата в «Укренерго»
У відповідь на запит ЗМІ щодо зарплат в компанії, «Укренерго» відповіло, що в законі немає вимоги називати зарплату «поосібно», тому розміру доходів Володимира Кудрицького окремо не вказали. Навели дані щодо зарплат всього правління: Володимира Кудрицького та чотирьох членів правління.

### Аудит «Укренерго»
За результатами аудиту компанії «Укренерго» за 2019—2023 роки Держаудитслуби виявила зловживань на 68 млрд грн, а працівники Офісу генпрокурора провели обшуки в офісі «Укренерго». Державний оператор намагався оскаржити результати аудиту в суді, але програв справу Держаудитслужбі. Аудитори виявили, що діяльність працівників «Укренерго» призвела до несвоєчасного припинення постачання електроенергії компанії «Юнайтед Енерджі», що спричинило несплату боргу, а також через невиконання умов договорів та судових позовів державний оператор сплатив штрафів та судового збору на 285 млн грн. Крім того, навесні 2022 року «Укренерго» закупило бронежилети за завищеними цінами, витративши понад 20 млн грн, хоча їхня ринкова ціна була вдвічі меншою. За матеріалами слідства, топ-посадовець Укренерго, маючи «довірливі відносини з одним із членів правління», придбав бронежилети за ціною, що більш ніж у два рази перевищувала ринкову. Компанія мала пропозиції постачання бронежилетів по 8 166 грн за одиницю, але вибрала постачальника з ціною 16 500 грн за одиницю на ідентичну модель. Кудрицький проходить свідком у цій кримінальній справі НАБУ.

### OSINT-розслідування щодо збагачення
За даними OSINT-розслідування групи Blackboxosint, у грудні 2022 року дружина Кудрицького Олександра Ястремська придбала земельну ділянку в Києві на вулиці Генерала Павленка за $14 тис., хоча ринкова вартість житла становила $75 тис. Там розташований новий будинок вартістю $300-400 тис. 13 вересня 2023 року дружина Кудрицького придбала автомобіль Toyota Highlander 2022 року за 2,3 млн грн. Кудрицький за час дії воєнного стану 11 разів виїжджав за кордон, зокрема, відвідував Польщу, Бельгію, Швейцарію та США.

### Звільнення
2 вересня 2024 року наглядова рада звільнила Кудрицького з посади голови НЕК «Укренерго». За звільнення проголосували члени від держави Юрій Токарський, Олександр Баранюк, Юрій Бойко, а також один незалежний — Роман Піонковський. Проти голосували Педер Андреасен, Даніель Доббені. 3 вересня Педер Андреасен і Даніель Доббені подали заяви про дострокове припинення повноважень і заявили, що звільнення Кудрицького було політично вмотивованим і безпідставним.
Перед звільненням посол ЄС в Україні Катаріна Матернова та міжнародні донори закликали не ухвалювати жодних рішень, допоки наглядова рада не буде сформована повністю.

## Критика
Кудрицький фігурував у ЗМІ в різних корупційних схемах щодо роботи Укренерго та OSINT-розслідування щодо збагачення його дружини. За результатами аудиту Держаудитслужби, в діяльності «Укренерго» під керівництвом Кудрицького було виявлено зловживань на 68 млрд грн. Крім того, подейкували про його зв'язки з олігархом Ігорем Коломойським та сприяння компаніям, підконтрольним Коломойському. У 2024 році Вищий антикорупційний суд зобов'язав НАБУ відкрити кримінальне провадження за фактом можливого незаконного збагачення Кудрицького під час купівлі земельної ділянки та будинку в Києві восени 2022 року, загальна вартість яких становить приблизно 20 млн грн.

## Родина
- Дружина — Олександра Ястремська